# バーンウォール子爵
バーンウォール子爵（バーンウォールししゃく、英: Viscount Barnewall）は、アイルランド貴族の爵位。1646年に創設され、1834年に廃絶した。

## 歴史
サー・パトリック・バーンウォール(1531?–1622)の息子でアイルランド庶民院議員だったニコラス・バーンウォール(1592–1663)はカトリック信者で騎士党であり、1646年6月29日にアイルランド貴族であるターヴィー男爵とダブリン県ドナベート教区におけるキングスランドのバーンウォール子爵（Viscount Barnewall of Kingsland in the parish of Donabate, co. Dublin）に叙された。彼は1654年にオリバー・クロムウェルにより財産を没収されたが、1660年に返還されている。3代子爵ニコラス・バーンウォール(1668–1725)は1688年にウィリアマイト戦争でジェームズ2世に加勢したため、法外追放されたが、1691年のリムリック条約により取り消された。4代子爵ヘンリー・ベネディクト・バーンウォール(1708–1774)はフリーメイソンの一員としてアイルランド・グランドロッジ・グランドマスターを務めた。5代子爵ジョージ・バーンウォール(1758–1800)は先代と違って国教会信徒であり、1787年にアイルランド貴族院議員に就任したが、生涯未婚のまま死去、爵位は休止となった。遺産は親族の第14代トリムルズタウン男爵ニコラス・バーンウォール(1726–1813)が相続したが、トリムルズタウン男爵位も1879年に休止となった。
2代子爵の弟フランシス・バーンウォール(?–1697)の曽孫マシュー・バーンウォール(bef.1773–1834)はバーンウォール子爵位の継承を主張して、1814年に認められたが、3度の結婚で男子をもうけず、1834年に死去すると爵位は廃絶した。
1835年、ジェームズ・バーンウォール大佐の曽孫トマス・バーンウォールは爵位継承を主張して請願を出した。この主張によれば、ジェームズ・バーンウォール大佐はフランシス・バーンウォールの弟であり、したがってトマス・バーンウォールに爵位継承権がある。しかし『完全貴族要覧』第2版（1910年）によれば、ジェームズ・バーンウォール大佐はフランシス・バーンウォールの姉妹メイベルの夫であり、初代子爵の息子ではなく、トマス・バーンウォールの主張が認められることはなかった。

## バーンウォール子爵（1646年）
- 初代バーンウォール子爵ニコラス・バーンウォール（英語版）（1592年 – 1663年）
- 第2代バーンウォール子爵ヘンリー・バーンウォール（1688年没）
- 第3代バーンウォール子爵ニコラス・バーンウォール（1668年 – 1725年）
- 第4代バーンウォール子爵ヘンリー・ベネディクト・バーンウォール（1708年 – 1774年）
- 第5代バーンウォール子爵ジョージ・バーンウォール（1758年 – 1800年）
  - 1800年、爵位が休止となる。1814年に復活
- 第6代バーンウォール子爵マシュー・バーンウォール（1773年以前 – 1834年）